# Никюп (нос)
Носът Никюп (на английски: Nikyup Point) е морски нос непосредствено източно от ледник Ендрю на северозападния бряг на полуостров Тринити. Разположен 12.65 км на юг-югоизток от нос Радибош, 6.33 км североизточно от Величкова могила, 6.92 км на запад-северозапад от нос Олмънд и 19.2 км югозападно от нос Келман. Бреговата линия в района претърпява промени в резултат на отдръпването на ледник Ендрю в края на 20 и началото на 21 век.
Наименуван е на селището Никюп в Северна България. Името е официално дадено на 3 юни 2010 г.
Британско-немско картографиране от 1996 г.

## Карти
- Trinity Peninsula Архив на оригинала от 2015-09-23 в Wayback Machine.. Scale 1:250000 topographic map No. 5697. Institut für Angewandte Geodäsie and British Antarctic Survey, 1996.